# ヘキサキス（2-メトキシイソブチルイソニトリル）テクネチウム (99mTc)
ヘキサキス（2-メトキシイソブチルイソニトリル）テクネチウム (99mTc)、テクネチウム99mセスタミビ（Technetium (99mTc) sestamibi）または単にセスタミビは、放射線医学イメージングに使用される医薬品である。商品名はカーディオライトである。本剤は、放射性同位元素であるテクネチウム99mに6個（セスタ＝6）のメトキシイソブチルイソニトリル（MIBI）配位子が結合した錯体である。 アニオンは定義されていない。MIBIを使用した体内スキャンは、一般的に「MIBIスキャン」と呼ばれている。
セスタミビは大量のミトコンドリアと負の細胞膜電位を持つ組織に取り込まれるので、主に心筋の撮影に使用される。また、原発性副甲状腺機能亢進症の検査では、副甲状腺腺腫（英語版）の同定、副甲状腺の放射線誘導手術、乳癌の可能性がある場合の検査にも使用されている。

## 心筋血流造影（MIBIスキャン）
MIBIスキャンは、現在、心臓の画像診断の一般的な方法として知られている。テクネチウム（99mTc）セスタミビは親油性の陽イオンで、静脈内注射されると、心筋の血流量に比例して心筋内に分布する。心臓の単一光子放射断層撮影法（SPECT）は、テクネチウム99mが崩壊する際に放出されるガンマ線を検出するガンマカメラを用いて行われる。 
MIBIスキャンでは、2セットの画像を取得する。1つ目のセットでは、患者が安静にしている時に99mTc MIBIを注入し、心筋の画像を撮影する。2つ目のセットでは、患者にトレッドミルでの運動または薬理学的なストレスを与える。ストレスのピーク時に薬剤を注入し、その後、画像を撮影する。この2つの画像を比較する事で、心筋の虚血部位と梗塞部位を識別することが出来る。このイメージング技術の感度は約90％である。安静時の画像は組織の損傷を検出するためにのみ役立つが、ストレス画像は冠動脈（虚血）疾患の証拠も提供する。  

## 副甲状腺造影
原発性副甲状腺機能亢進症では、4つの副甲状腺のうち、1つ以上の副甲状腺に腺腫と呼ばれる良性の腫瘍が発生するか、恒常性の調節障害の結果として過形成が生じる。副甲状腺に99mTc MIBIを静脈注射すると副甲状腺に取り込まれるので、患者の首をガンマカメラで撮影すると、全ての副甲状腺の位置が示される。 ウォッシュアウト時間（約2時間）後に2枚目の画像を撮影すると、99mTcを保持している異常好酸性細胞のミトコンドリアがガンマカメラで確認できる。 この画像診断法により、原発性副甲状腺機能亢進症の副甲状腺異常の75〜90％が検出される。 その後、内分泌外科医が副甲状腺部分切除術（focused parathyroidectomy。4つの内、病的な副甲状腺のみを切除する術式で、従来の手術よりも侵襲性が低い）を行って、異常な腺組織を取り除く事が出来る。

### 副甲状腺の放射線ガイド下手術
F投与後の99mTc MIBIは過活動の副甲状腺に集まっているので、手術の際にガンマ線に反応するプローブを使って、過剰に活動している副甲状腺を見つけ出し、それを取り除く事が出来る。

## 胸部造影
また、セスタミビは乳房の結節の評価にも使用される。乳房の悪性組織は、しばしば良性疾患に比べて99mTc MIBIを遥かに高濃度に濃縮する。その為、乳房異常の限定的な特徴付けが可能である。シンチマンモグラフィーは、乳癌に対する感度と特異度が共に85%以上と高い。
最近では、乳腺専門医が低用量の99mTcセスタミビ（約150～300MBq = 4～8mCi）を投与して分子乳房画像診断（MBI）を行うことで、高感度（91％）かつ高特異度（93％）で乳癌を検出する事が出来る様になった。しかし、発癌リスクが高いため、一般の患者の乳癌検診には適していないと言われている。この4～8mCi（150～300MBq）の線量は、マンモグラフィー（4mCi = 150 MBq）またはトモシンセシス（8mCi = 300 MBq）と実質的に同等である。
少量の電離放射線でもがんを引き起こす危険性があると考えられている為、MBIは通常、乳房組織が密集している女性に限定されており、その結果、しばしばマンモグラムの結論が導けない事がある。研究者達は、技術の向上、スキャンパラメータの変更、患者の線量低減の為に時間を費やしている。

## 参考資料
1. ↑  “カーディオライト注射液 第一（259MBq）／ カーディオライト注射液 第一（370MBq）／ カーディオライト注射液 第一（600MBq）／ カーディオライト注射液 第一（740MBq）添付文書”. www.info.pmda.go.jp.   PMDA. 2021年5月4日閲覧。
2. ↑  Rizk TH, Nagalli S. Technetium (99mTc) Sestamibi. [Updated 2020 Jul 5]. In: StatPearls [Internet]. Treasure Island (FL): StatPearls Publishing; 2021 Jan-. Available from: https://www.ncbi.nlm.nih.gov/books/NBK553148/
3. ↑  Underwood, S. R.; Anagnostopoulos, C.; Cerqueira, M.; Ell, P. J.; Flint, E. J.; Harbinson, M.; Kelion, A. D.; Al-Mohammad, A. et al. (1 February 2004). “Myocardial perfusion scintigraphy: the evidence”. European Journal of Nuclear Medicine and Molecular Imaging 31 (2):  261–291. doi:10.1007/s00259-003-1344-5. PMC 2562441. PMID 15129710.
4. ↑  GORLIN, R; BRACHFELD, N; MACLEOD, C; BOPP, P (May 1959). “Effect of nitroglycerin on the coronary circulation in patients with coronary artery disease or increased left ventricular work.”. Circulation 19 (5):  705–18. doi:10.1161/01.CIR.19.5.705. PMID 13652363.
5. ↑  Ignatavicius, Donna D.; Workman, M. Linda (2015) (英語). Medical-surgical Nursing: Patient-centered Collaborative Care. 646: Elsevier Health Sciences. ISBN 9781455772551
6. ↑  Untch, B. R.; Barfield, M. E.; Bason, J.; Olson Jr, J. A. (2007). “Minimally Invasive Radio-guided Surgery for Primary Hyperparathyroidism”. Annals of Surgical Oncology 14 (12):  3401–3402. doi:10.1245/s10434-007-9519-0. PMID 17899291.
7. ↑  Liberman, Moishe; Sampalis, Fotini; Mulder, David S.; Sampalis, John S. (July 2003). “Breast Cancer Diagnosis by Scintimammography: A Meta-analysis and Review of the Literature”. Breast Cancer Research and Treatment 80 (1):  115–126. doi:10.1023/A:1024417331304. PMID 12889605.
8. ↑  Moadel, RM (May 2011). “Breast cancer imaging devices.”. Seminars in Nuclear Medicine 41 (3):  229–41. doi:10.1053/j.semnuclmed.2010.12.005. PMID 21440698.
9. ↑  “Comparison of radiation exposure and associated radiation-induced cancer risks from mammography and molecular imaging of the breast.”. Medical Physics 37 (12):  6187–98. (December 2010). Bibcode: 2010MedPh..37.6187O. doi:10.1118/1.3512759. PMC 2997811. PMID 21302775.
10. ↑  “Development of radiation dose reduction techniques for cadmium zinc telluride detectors in molecular breast imaging”.   Proc SPIE. 2013年12月10日閲覧。